# Otto-Georg Beckmann
Otto-Georg Beckmann (* 19. Juni 1879 in Ritzebüttel; † 5. Juli 1967 in Cuxhaven) war ein deutscher Schiffbauingenieur und Unternehmer in Cuxhaven. Nach ihm war die Beckmannwerft benannt.

## Lebensweg

### Ausbildung und Fahrenszeit
Nach Abschluss der Realschule begann Otto-Georg Beckmann 1894 eine Ausbildung als Maschinenschlosser in Buxtehude und arbeitete anschließend auf der Hamburger Werft Blohm + Voss. 1896 wechselte er in die Seefahrt, zunächst als Maschinenassistent auf dem Dampfer Siegmund der Rhederei AG von 1896, im Anschluss daran auf der Argos der Deutschen Levante-Linie mit Abschluss der Seemaschinistenschule 1901 und als Maschinist auf der Nicaria der Reederei HAPAG.
Seinen Militärdienst absolvierte er bis 1903  auf dem Artillerieschulschiff Carola in Kiel. Er ging nach der Militärzeit wieder zur See, machte 1908 sein Examen als Schiffsingenieur und fuhr erneut zur See – unter anderem auf der Kaiserin Auguste Viktoria, der Hamburg und der Cleveland. Im Ersten Weltkrieg wurde er einberufen: 1914 fuhr er als Maschinist auf dem Vorpostenboot Schönfels, wechselte aber 1915 zur Minensuchabteilung nach Cuxhaven.
Nach Entlassung aus der Marine trat er 1919 in die Firma Schiffsanker- und Kettenschmiede Sanftleben von Hermann Sanftleben in Cuxhaven ein. Zusammen gründeten beide am 1. Januar 1920 die neue Firma Sanftleben & Co. am Südende des Ewerhafens. An diesem Standort befindet sich heute das Wasserstraßen- und Schifffahrtsamtes Cuxhaven.

### Mitinhaber der Werft vonSanftleben & Co.
Den bisherigen Betrieb erweiterten sie um eine Werft. Die Werft spezialisierte sich auf Reparaturen, Umbauten und die Verlängerung von Schiffen. Sie beschäftigte zunächst rund 80 Mitarbeiter und wurde in den folgenden Jahren kontinuierlich ausgebaut: Die Errichtung von drei Slipanlagen, einer neuen Maschinenhalle, Metallgießerei, neue Werkhalle und einer Krananlage führten zu weiteren Aufträgen. Die Zahl der Beschäftigten stieg von 80 Mitarbeitern im Jahr 1920 auf rund 200 Mitarbeiter noch in den 1920er Jahren an.

### Auf dem Weg zurBeckmannwerft
1930 kaufte Otto-Georg Beckmann die Anteile Hermann Sanftlebens und übernahm die alleinige Inhaberschaft und Geschäftsführung der Firma. Auch für die Kriegsmarine, die zwischenzeitlich wieder in Cuxhaven stationiert wurde, überholte die Werft ab 1938 Schiffe bzw. baute sie auch um. Mit diesen Arbeiten war die Werft im Zweiten Weltkrieg ausgelastet und beschäftigte in Spitzenzeiten rund 350 Mitarbeiter. Wie viele von diesen Beschäftigten auf der Werft eingesetzte Zwangsarbeiter waren, ist unklar. 1942 nahm er die Umbenennung in Beckmannwerft vor.

### Neuanfang und beginnende Krisenjahre
Nach dem Zweiten Weltkrieg konnte die Werft ohne Einschränkungen durch Kriegsschäden oder Demontagen weiterarbeiten. 1946 nahm Otto-Georg Beckmann seinen Sohn Rolf, der 1967 alleiniger Firmenchef wurde, als Teilhaber in den Betrieb auf. Die Werft übernahm in dieser Zeit zunächst auch werftfremde Aufträge, wie z. B. die Reparatur von Straßenbahnen aus Dortmund. Wichtiger war die Reparatur von im Krieg gesunkenen und wieder gehobenen Schiffen, daneben Umbauten, Modernisierungen und Verlängerungen. Bei mehreren Aufträgen arbeitete die Beckmannwerft mit der benachbarten Mützelfeldtwerft zusammen. 1957 – inzwischen 78 Jahre alt – konnte er auch die neu aufgestellte Bundesmarine als Kunden gewinnen.
In den Folgejahren wurde das Werftgeschäft aufgrund der sich ändernden Rahmenbedingungen – die Bundesmarine verlegte ihre Schiffe aus Cuxhaven nach Wilhelmshaven, die Fischfangflotten stellten von Seitentrawlern auf größere Heckfänger um und gleichzeitig begann im Frachtverkehr die Umstellung von Stückgutfrachtern auf größere Containerschiffe – immer schwieriger. Der Werft brachen die Kunden weg. Für größere Schiffe reichten weder der Platz im Ewerhafen noch die Slipanlagen der Werft. Gleichzeitig konnten sich die Inhaber Otto-Georg Beckmann aus Altersgründen und sein Sohn Rolf aus gesundheitlichen Gründen nicht mehr voll der Firmenleitung widmen.

## Ehrungen
Im Ersten Weltkrieg hatte der das Eiserne Kreuz EK II und EK I und in den 1930er Jahren das Ehrenkreuz der Frontkämpfer und das Kriegsverdienstkreuz erhalten.